# Frank Margerin

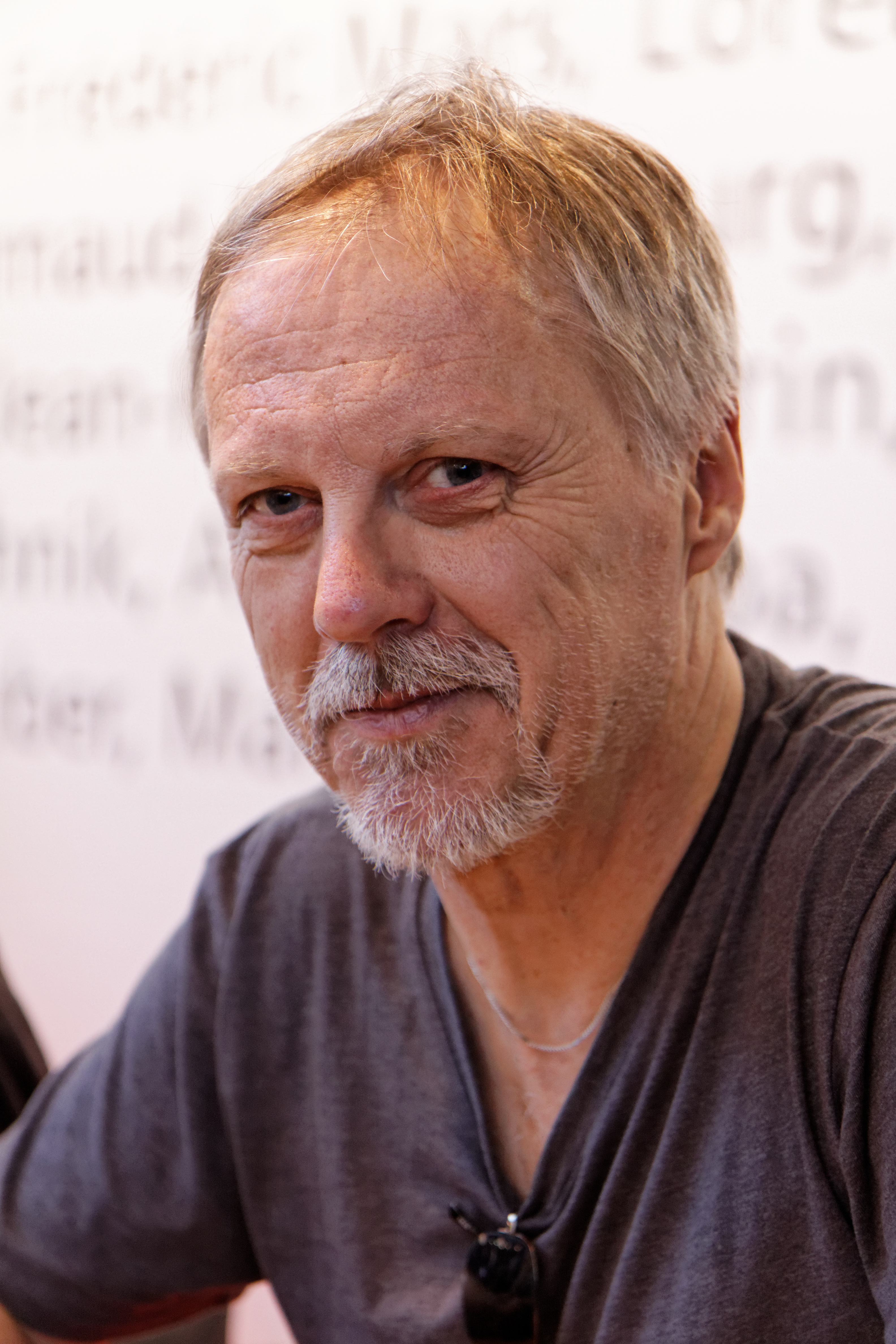
Frank Margerin (2012)

Frank Margerin (* 9. Januar 1952 in Paris) ist ein französischer Comiczeichner und -autor.

## Werdegang
Margerin absolvierte ein Kunststudium und konnte 1975 in dem neu gegründeten Comicmagazin Métal hurlant seine erste Kurzgeschichte veröffentlichen. Margerin zeichnete Schallplattencover für Renaud Séchan sowie Illustrationen für den Playboy und Lui. Seine erfolgreichste Serie begann 1979 um Geschichten einer Pariser Vorstadtgang, in denen er die Jugend der 1980er Jahre darstellt. In deutscher Übersetzung ist die Serie unter dem Titel Wahnsinns-Strips bei Semic und Die Vorstadtgang bei Carlsen Comics erschienen. Die Hauptfigur ist Lucien, ein von Rockmusik begeisterter Jugendlicher, der von einem Missgeschick ins andere stolpert, dabei aber immer gutmütig bleibt. Lucien tritt überwiegend in kurzen Geschichten auf;  selbst bei diesen nutzt Margerin jede Möglichkeit einen Gag unterzubringen. 2000 endete die Serie nach acht Bänden zunächst, nach einem Wechsel zu Fluide Glacial setzte Margerin die Geschichten um Lucien, mittlerweile um die 50, mit Bierbauch, verheiratet und Vater 2008 fort.
1989 entstand eine Zeichentrickserie für das französische Fernsehen. Aus Angst, seine Figur Lucien könnte hier falsch dargestellt werden, erschuf Margerin die Figur Manu, die ein Jahr später eine eigene Comicserie bekam.
2012 startete der Zeichner mit I want a Harley eine Comicserie um Motorradfahrer.

## Auszeichnungen
1992 erhielt er den Grand Prix de la Ville d’Angoulême auf dem Internationalen Comicfestival in Angoulême.

## Werke
auf Deutsch sind erschienen:
- Wählt Rocky (Semics Wahnsinns-Strips 1), Semic, 1983 (Votez Rocky, 1981).
- Bravo, Lucien! (Semics Wahnsinns-Strips 2), Semic, 1983 (Bananes Metalliques, 1983).
- Radio Lucien (Semics Wahnsinns-Strips 3), Semic, 1984 (Radio Lucien, 1982).
- Die Vorstadtgang 1, Ricky boxt sich durch, Carlsen, 1985 (Ricky VII, 1984), ISBN 3-551-02461-8.
- Die Vorstadtgang 2, Lucien ist verliebt, Carlsen, 1987, (La Retour De Lucien, 1987), ISBN 3-551-02462-6.
- Die Vorstadtgang 3, Koks aus Bolivien, Carlsen, 1988, (Chez Lucien, 1985), ISBN 3-551-02463-4.
- Die Vorstadtgang 4, Tutti macht Terror, Carlsen, 1988, (Ricky Banlieue, 1983), ISBN 3-551-02464-2.
- Die Vorstadtgang 5, Wählt Rocky, (Carlsen, 1989).
- Die Vorstadtgang 6, Zurück zur Natur, Carlsen, 1991 (Lucien Se Met Au Vert, 1990), ISBN 3-551-02466-9.
- Der unausstehliche Manu, Ehapa, 1991.
- Der unverbesserliche Manu, Ehapa, 1992.
- Es gibt keine Jugend mehr (U-Comix präsentiert 49), Alpha, 1991.
- Lucien 1 – Lucien kehrt zurück, Ehapa, 1993 (Lucien, le retour, 1993) ISBN 3-7704-1695-3.
- Lucien Gesamtausgabe 1, Stefan Riedl Verlag, 2022 (Lucien Intégrale Vol 1, 2015) ISBN 978-3-947800-13-1.
- Lucien Gesamtausgabe 2, Stefan Riedl Verlag, 2023 (Lucien Intégrale Vol 2, 2016) ISBN 978-3-947800-30-8.

als Herausgeber:
- U-Comix Spezial Bunt 1 – Frank Margerin präsentiert: Die Fete (Alpha, 1990).
- U-Comix Spezial Bunt 2 – Frank Margerin präsentiert: Die Glotze (Alpha, 1990).
- U-Comix Spezial Bunt 3 – Frank Margerin präsentiert: Mietzi und Bello (Alpha, 1991).

sowie Beitrage in verschiedenen Sammelbänden.